# Basse fréquence
Pour les articles homonymes, voir BF, LF et fréquence (homonymie).
La bande radioélectrique des « basses fréquences » ou LF (low frequency) désignée aussi par « grandes ondes » (GO) ou « ondes longues (OL) » par opposition et en cohérence de désignation avec les  « ondes moyennes » et « ondes courtes » désigne la partie du spectre radioélectrique de fréquence modulée comprise entre 30  et   300 kHz (longueur d'onde de 1 à 10 km).
L'appellation « basse-fréquence » ou « BF » est également employée notamment en acoustique et en audio-électronique pour désigner la gamme des signaux de fréquence ou spectre sonore de 20  à   20 kHz. La convention technique préconise plutôt le terme « audiofréquence » pour ces applications même si le terme « BF » reste souvent employé en France, notamment.

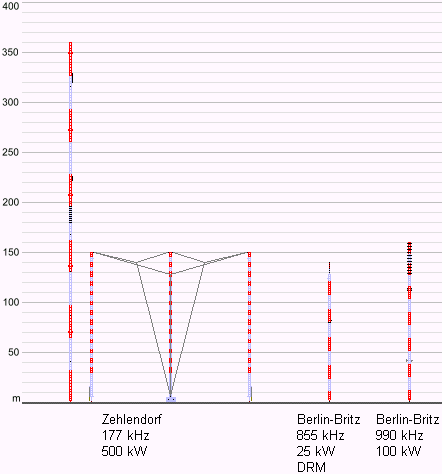
Antennes d'émetteurs de radiodiffusion.

## Gammes
La bande radioélectrique basses fréquences est divisée en deux segments :
- depuis les années 1950, la bande fixée entre 30 et 150 kHz a été affectée aux signaux de radionavigation et plus spécifiquement la modulation LORAN-C ainsi que l'ancien système DECCA et complémentairement, les modulations retransmettant les signaux horaires de type DCF77, HBG ou de météo en radiofacsimilé, au Système Nicola, à la radio-identification, au système de transmission par le sol, à la fréquence d’appel transocéanique des paquebots en radiotélégraphie de 143 kHz de la bande des 2 100 mètres et désormais aux communications d'amateur sur la bande des 2 200 mètres, tant en mode analogique que numérique ;
- la gamme de 150  à   300 kHz utilisée pour la radiodiffusion en « ondes longues » ou « grandes ondes » (GO) analogique jusqu'à son arrêt progressif à partir du début du XXIe siècle.

## Propagation sur la bande

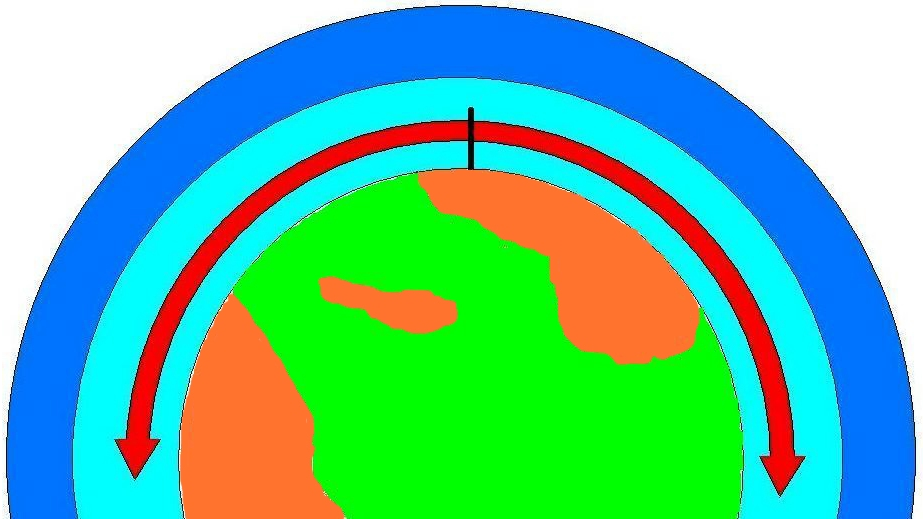
Propagation par l'onde de sol sur la surface de la Terre.

La propagation sur les basses fréquences se produit par « l'onde de sol ».
Les ondes de sol, se propagent entre la surface de la Terre et la couche ionisée D de l’atmosphère. Les ondes longues de  fréquence basse efficacement le jour et se renforcent la nuit, notamment sur l'hémisphère plongé dans l'obscurité solaire.
L'atténuation de l’énergie de l’onde de sol s'évalue en fonction du carré de la distance, sans tenir compte de la courbure de la terre, selon une valeur en kilomètres/watts exponentielle, conformément à l'Établissement de l'équation de propagation à partir des équations de Maxwell.

## Radiodiffusion
Depuis les années 1930, les grandes ondes (GO) ou ondes longues (OL), Long Waves (LW) en anglais, sont exploitées par les stations de radio à destination du public en modulation d'amplitude, pour des communications à moyenne distance (500 à 1 000 km) destinée à être reçues individuellement ou collectivement. À partir de la fin des années 1980 et l'émergence de la bande FM, la gamme des grandes ondes est souvent abandonnée sur les récepteurs grand public, du fait qu'elle n'est pas exploitée dans de nombreux pays, que la qualité sonore en modulation d'amplitude est nettement inférieure à la FM. À partir des années 1990, la radiodiffusion numérique viendra accentuer l'obsolescence de la modulation analogique et plus spécifiquement la gamme des GO.

### Liste non exhaustive d’émetteurs d'Europeet d'Afrique

#### Émetteurs actifs
| Fréquence        | Émetteur                         | Lieu           | Antenne                                                      | Puissance | Commentaires |
| ---------------- | -------------------------------- | -------------- | ------------------------------------------------------------ | --------- | --- |
| 153 kHz (1960 m) | Radio Antena Satelor             | Brașov         |                                                              | 200 kW    | |
| 162 kHz (1852 m) | Signaux horaires Ex-France Inter | Allouis        | deux pylônes haubanés, hauteur 350 m, alimentés au sommet    | 800 kW    | puissance installée : 2 MW Arrêt de la diffusion de France Inter le 1er janvier 2017. Seuls les signaux horaires sont maintenus avec une puissance réduite. |
| 171 kHz (1754 m) | Médi 1                           | Nador          | directionnelle, trois pylônes haubanés de 380 mètres         | 1 600 kW  | |
| 189 kHz (1587 m) | RÚV                              | Hellissandur   | omnidirectionnelle, 1 pylône haubané en acier de 412 m       | 100 kW    | Arrêt prévu en 2024. |
| 198 kHz (1515 m) | BBC Radio 4                      | Droitwich      | Antenne en T sur deux pylônes haubanés en acier à 213 mètres | 500 kW    | BBC World Service de 01 h 00 à 5 h 20. La BBC envisage d'arrêter sa diffusion en grandes ondes.                                                             |
| 198 kHz (1515 m) | BBC Radio 4                      | Burghead       | 1 pylône haubané en acier                                    | 50 kW     | id. |
| 198 kHz (1515 m) | BBC Radio 4                      | Westerglen     | 1 pylône haubané en acier de 152 m                           | 50 kW     | id. |
| 225 kHz (1333 m) | Polskie Radio                    | Solec Kujawski | deux pylônes haubanés en acier de 330 m et 289 m             | 1 MW      | ancien émetteur : Centre de Radiodiffusion Konstantynów |
| 243 kHz (1234 m) | Danmarks Radio                   | Kalundborg     | Alexanderson, soutenue à 118 m par deux tours en aciers      | 50 kW     | Arrêt de la diffusion en janvier 2007 puis reprise en fin juin 2011 avec 50 kW, émet 2h30 par jour. Arrêt prévu le 31 décembre 2023.                        |
| 252 kHz (1190 m) | Alger Chaîne 3                   | Tipaza         | 1 pylône haubané de 355 mètres                               | 1 500 kW  | nuit : 750 kW |

#### Émetteurs inactifs
| Fréquence        | Émetteur                      | Lieu             | Antenne | Puissance | Commentaires |
| ---------------- | ----------------------------- | ---------------- | --- | --------- | --- |
| 153 kHz (1960 m) | Deutschlandfunk               | Donebach         | antenne directionnelle, deux pylônes haubanés en acier de 363 mètres de haut, alimentés au sommet                                        | 500 kW    | nuit : 250 kW. Arrêt de la diffusion le 31 décembre 2014. Site démantelé.                                                                                                   |
| 153 kHz (1960 m) | NRK Finnmark                  | Ingoy            | omnidirectionnelle, un pylône de 362 mètres de haut                                                                                      | 100 kW    | Arrêt de la diffusion le 1er décembre 2019. |
| 153 kHz (1960 m) | Alger Chaîne 1                | Kenadsa          | directionnelle, 3 pylônes d'environ 350 mètres de haut                                                                                   | 2 MW      | actuellement inactif |
| 171 kHz (1754 m) | Radio Rossii                  | Kaliningrad      | | 1 200 kW  | Arrêt de la diffusion en 2014 |
| 177 kHz (1695 m) | Deutschlandfunk Kultur        | Zehlendorf       | grillage aérien sur un pylône haubané de 359,7 mètres et un triangle à 3 150 m sur des mâts haubanés en acier                            | 500 kW    | Depuis le 29 août 2005, essais de 2h à 5h en DRM. Arrêt de la diffusion le 31 décembre 2014. Site démantelé.                                                                |
| 183 kHz (1639 m) | Europe 1                      | Felsberg         | antenne directionnelle, 6 pylônes haubanés isolés en acier : 4 pylônes(principale) et 2 pylônes (secours), hauteurs entre 270 m et 282 m | 750 kW    | puissance installée : 1500 kW Arrêt de la diffusion le 31 décembre 2019 à 23h28. Site en partie démantelé.                                                                  |
| 189 kHz (1587 m) | RAI 1                         | Caltanissetta    | omnidirectionnelle, 1 pylône haubané en acier de 282 m                                                                                   | 10 kW     | inactif depuis août 2004 |
| 198 kHz (1515 m) | Radio Parlament               | Raszyn           | 1 pylône haubané de 335 m | 200 kW    | inactif depuis le 31 juillet 2009 |
| 198 kHz (1515 m) | Alger Chaîne 1                | Ouargla          | directionnelle, 3 pylônes d'environ 350 mètres de haut                                                                                   | 2 MW      | actuellement inactif |
| 207 kHz (1449 m) | Deutschlandfunk               | Aholming         | directionnelle, deux pylônes haubanés en acier de 265 m high, alimentés au sommet                                                        | 500 kW    | nuit : 250 kW. Arrêt de la diffusion le 31 décembre 2014. Site démantelé.                                                                                                   |
| 207 kHz (1449 m) | Radio nationale marocaine     | Azilal           | omndirectionnelle, un pylône haubané en acier,                                                                                           | 400 kW    | actuellement inactif |
| 207 kHz (1449 m) | RÚV                           | Eiðar            | omnidirectionnelle, 1 pylône haubané en acier de 221 m                                                                                   | 50 kW     | Arrêté le 27 février 2023, antenne démolie le surlendemain. |
| 216 kHz (1389 m) | Radio Monte Carlo             | Roumoules        | directionnelle, quatre pylônes haubanés en acier. Trois de 300 et l'autre, omnidirectionnel en secours, de 330 mètres                    | 900 kW    | nuit : 600 kW ; puissance installée : 2 MW Émettait de 05h00 à 00h15 (heure locale). Émetteur extra territorial dépendant de Monaco. Arrêt de la diffusion le 28 mars 2020. |
| 234 kHz (1282 m) | RTL                           | Beidweiler       | directionnelle, trois pylônes haubanés mis à la terre de 290 m avec cages verticales                                                     | 750 kW    | nuit : 375 kW ; puissance installée : 1500 kW émetteur supplémentaire : Junglinster. Arrêt définitif le 1er janvier 2023.                                                   |
| 252 kHz (1190 m) | RTÉ Radio 1                   | Clarkestown      | 1 pylône haubané et isolé en acier à 248 m                                                                                               | 150 kW    | nuit : 60 kW Émettait de 5h à 2h (heure locale). Arrêté le 18 avril 2023. Précédemment utilisé par Atlantic 252 et TeamTalk 252.                                            |
| 261 kHz (1149 m) | Radio Wolga et Radioropa Info | Burg             | Omnidirectionnelle, cage sur mât haubané en acier à 324 m et un tube d'acier à 210 m, isolé                                              | 200 kW    | inactif actuellement |
| 261 kHz (1149 m) | Radio Rossii                  | Taldom           | Mât haubané en treillis métallique de 275 mètres                                                                                         | 2 500 kW  | Arrêt de la diffusion le 9 janvier 2014 (jusqu'alors, l'émetteur le plus puissant au monde)                                                                                 |
| 270 kHz (1111 m) | ČRo 1 - Radiožurnál           | Topolná          | cage directionnelle (orienté est-ouest) sur deux pylônes haubanés en acier de 257 m                                                      | 50 kW     | Émettait de 6h à 0h3 (heure locale). Arrêt le 31/12/2021, |
| 279 kHz (1075 m) | BR1                           | Minsk            | | 500 kW    | inactif depuis le 31 mars 2016. |
| 279 kHz (1075 m) | Musicmann 279                 | ± 5 km de Ramsey | Crossed field antenna | ?         | Devait émettre début 2002. |